# Chu Văn An
Chu Văn An (6 tháng 10 năm 1292, ông không rõ năm mất, có một số tài liệu ghi là năm 1370), tên thật là Chu An, hiệu là Tiều Ẩn, tên chữ là Linh Triệt, là một nhà giáo, thầy thuốc, quan viên Đại Việt cuối thời Trần, "danh nhân văn hóa thế giới". Sau khi mất, ông được vua Trần truy phong tước Văn Trinh công nên đời sau quen gọi là Chu Văn An hay Chu Văn Trinh. Ông được Đại Việt sử ký toàn thư đánh giá là ông tổ của các nhà nho nước Việt.
Ông được gọi là người thầy của mọi thời đại, nhà giáo lỗi lạc của Việt Nam, đã dành cả cuộc đời cho sự nghiệp dạy học, với triết lý giáo dục nhân văn, không phân biệt giàu nghèo, học đi đôi với thực hành, học suốt đời để biết, để làm việc và cống hiến cho xã hội. Tư tưởng đó của ông không những có ảnh hưởng tới nhiều thế hệ người Việt Nam mà còn góp phần phát triển các giá trị nhân văn trong khu vực. Quan điểm giáo dục của ông có những giá trị tiến bộ vượt thời đại, gần gũi với mục đích giáo dục của thế giới hiện nay.

## Tiểu sử
Chu Văn An quê ở làng Văn Thôn, Quang Liệt, huyện Thanh Đàm (nay thuộc xóm Văn, xã Thanh Liệt, huyện Thanh Trì, Hà Nội).
Ông là người chính trực, đã từng đỗ Thái học sinh nhưng không ra làm quan mà mở trường dạy học ở làng Huỳnh Cung, bên kia sông Tô Lịch. Ông có công lớn trong việc truyền bá, giáo dục tư tưởng đạo đức Khổng giáo vào Việt Nam. Vua Trần Minh Tông (1300–1357) mời ông ra làm tư nghiệp Quốc tử giám, dạy cho Thái tử Trần Vượng, tức là vua Trần Hiến Tông tương lai. Đến đời Dụ Tông, thấy quyền thần làm nhiều điều vô đạo, ông dâng Thất trảm sớ xin chém bảy tên gian nịnh, nhưng vua không nghe. Ông chán nản từ quan về ở núi Phượng Hoàng (Chí Linh, Hải Dương), lấy hiệu là Tiều ẩn (người hái củi ở ẩn) dạy học, viết sách cho tới khi mất.

## Được tôn kính
Cuộc đời thanh bạch và tiết tháo của ông là tấm gương sáng của thời phong kiến Việt Nam. Ông là một trong số rất ít bậc hiền nho được thờ ở Văn Miếu. Sự nghiệp của ông được ghi lại trong văn bia ở Văn Miếu-Quốc Tử Giám.
Hiện nay còn lăng mộ và đền thờ của ông nằm trên núi Phượng Hoàng, thuộc phường Văn An; cách khu di tích Côn Sơn khoảng 4 km. Đây là một điểm di tích văn hóa và danh thắng, với cảnh rừng thông đẹp trùng điệp, có đền thờ cũ và mới xây xong năm 2007. Lăng mộ Chu Văn An nằm trong khu di tích này. Lễ hội vào tháng tám và tháng một, trọng hội vào ngày 25-8 và 26-11. Khu di tích được xếp hạng năm 1998.
Tên ông còn được đặt tên cho các công trình công cộng, như đường phố, trường học.

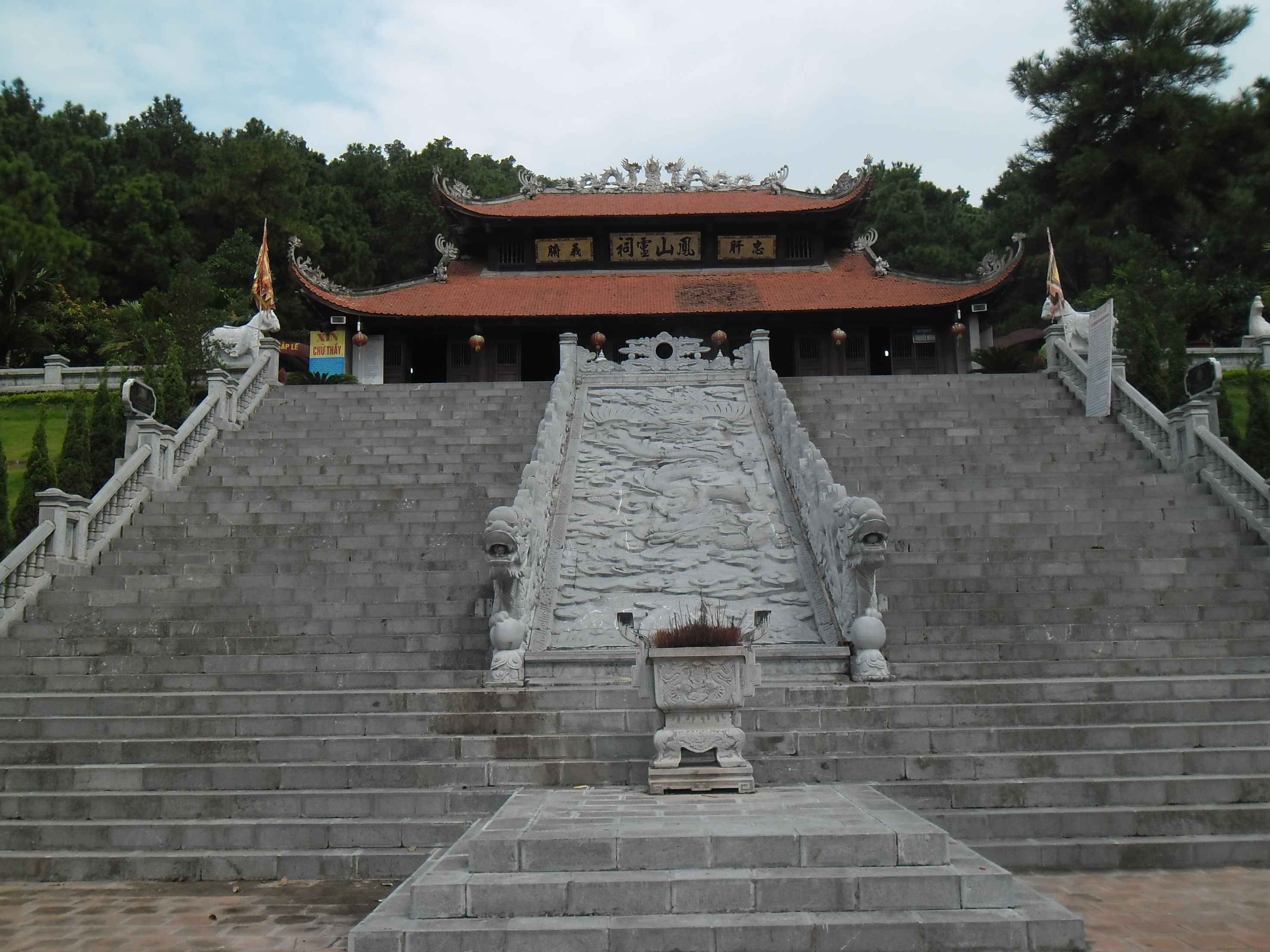
Đền thờ ông trên núi Phượng Hoàng

#### Câu đối thờ Chu An:
Trần vãn thử hà thời, dục vịnh đại phi hiền giả lạc'
Phượng sơn tồn ẩn xứ, trĩ lưu trường ngưỡng triết nhân phong
Dịch:
Cuối đời Trần là thời nào, ngâm vịnh rong chơi há chẳng phải là cái thú vui của bậc hiền giả?
Núi Phượng vẫn còn dấu vết ở ẩn, đỉnh non vẫn mãi mãi ngưỡng mộ phong thái của kẻ triết nhân!
Ông được Đại Việt sử ký toàn thư chép:
An (người Thanh Đàm), tính cương nghị, thẳng thắn, sửa mình trong sạch, bền giữ tiết tháo, không cầu lợi lộc. Ông ở nhà đọc sách, học vấn tinh thông, nổi tiếng gần xa, học trò đầy cửa, thường có kẻ đỗ đại khoa, vào chính phủ. Như Phạm Sư Mạnh, Lê Quát đã làm hành khiển mà vẫn giữ lễ học trò, khi đến thăm thầy thì lạy hỏi ở dưới giường, được nói chuyện với thầy vài câu rồi đi xa thì lấy làm mừng lắm. Kẻ nào xấu thì ông nghiêm khắc trách mắng, thậm chí la hét không cho vào. Ông là người trong sạch, thẳng thắn, nghiêm nghị, lẫm liệt đáng sợ đến như vậy đấy. Minh Tông mời ông dạy thái tử học.
Dụ Tông ham chơi bời lười chính sự, quyền thần nhiều kẻ làm trái phép nước, An khuyên can, Dụ Tông không nghe, bèn dâng sớ xin chém bảy tên nịnh thần, đều là những kẻ quyền thế được vua yêu. Người bấy giờ gọi là "Thất trảm sớ". Sớ dâng lên nhưng không được trả lời, ông liền treo mũ về quê. 
Ông thích núi Chí Linh, bèn đến ở đấy. Khi nào có triều hội lớn thì đến kinh sư. Dụ Tông đem chính sự trao cho ông, ông từ chối không nhận. Hiến Từ thái hoàng thái hậu bảo: "Ông ta là người không thể nào bắt làm tôi được, ta sai bảo thế nào được ông ta?". Vua sai nội thần đem quần áo ban cho ông. Ông lạy tạ xong, liền đem cho người khác hết. Thiên hạ đều cho là bậc cao thượng.
Đến khi Dụ Tông băng, quốc thống suýt mất, nghe tin các quan đến lập vua, ông mừng lắm. Chống gậy đến xin bái yết, xong lại xin trở về quê, từ chối không nhận chức gì. Khi ông mất Vua sai quân đến tế, ban tặng tên thụy, ít lâu sau có lệnh cho tòng tự ở Văn miếu.
Những nhà nho nước Việt ta được dùng ở đời không phải không nhiều, nhưng kẻ thì chỉ nghĩ đến công danh, kẻ thì chuyên lo về phú quý, kẻ lại a dua với đời, kẻ chỉ cốt ăn lộc giữ thân, chưa có ai chịu để tâm đến đạo đức, suy nghĩ tới việc giúp vua nêu đức tốt, cho dân được nhờ ơn. Như Tô Hiến Thành đời Lý, chu Văn Trinh đời Trần, có lẽ gần được như thế. Nhưng Hiến Thành gặp được vua sáng suốt cho nên công danh, sự nghiệp được thấy ngay đương thời. Văn Trinh không gặp vua anh minh nên chính học của ông, đời sau mới thấy được. Hãy lấy Văn Trinh mà nói, thờ vua tất thẳng thắn can ngăn, xuất xử thì làm theo nghĩa lý, đào tạo nhân tài thì công khanh đều ở cửa ông mà ra, tiết tháo cao thượng thì thiên tử cũng không thể bắt làm tôi được. Huống chi tư thế đường hoàng mà đạo làm thầy được nghiêm, giọng nói lẫm liệt mà bọn nịnh hót phải sợ. Ngàn năm về sau, nghe phong độ của ông, há không làm cho kẻ điêu ngoa thành liêm chính, người yếu hèn biết tự lập được hay sao? Nếu không tìm hiểu nguyên cớ, thì ai biết thụy hiệu của ông xứng đáng với con người của ông. Ông thực đáng được coi là ông tổ của các nhà nho nước Việt ta mà thờ vào Văn Miếu. 

## Tác phẩm
- Thất trảm sớ
- Tiều ẩn thi tập
- Tiều ẩn quốc ngữ thi tập
- Tứ thư thuyết ước
- Giang đình tác
- Linh sơn tạp hứng
- Miết trì
- Nguyệt tịch bộ Tiên Du sơn tùng kính
- Thứ vận tặng Thủy Vân đạo nhân
- Xuân đán

## Hình ảnh

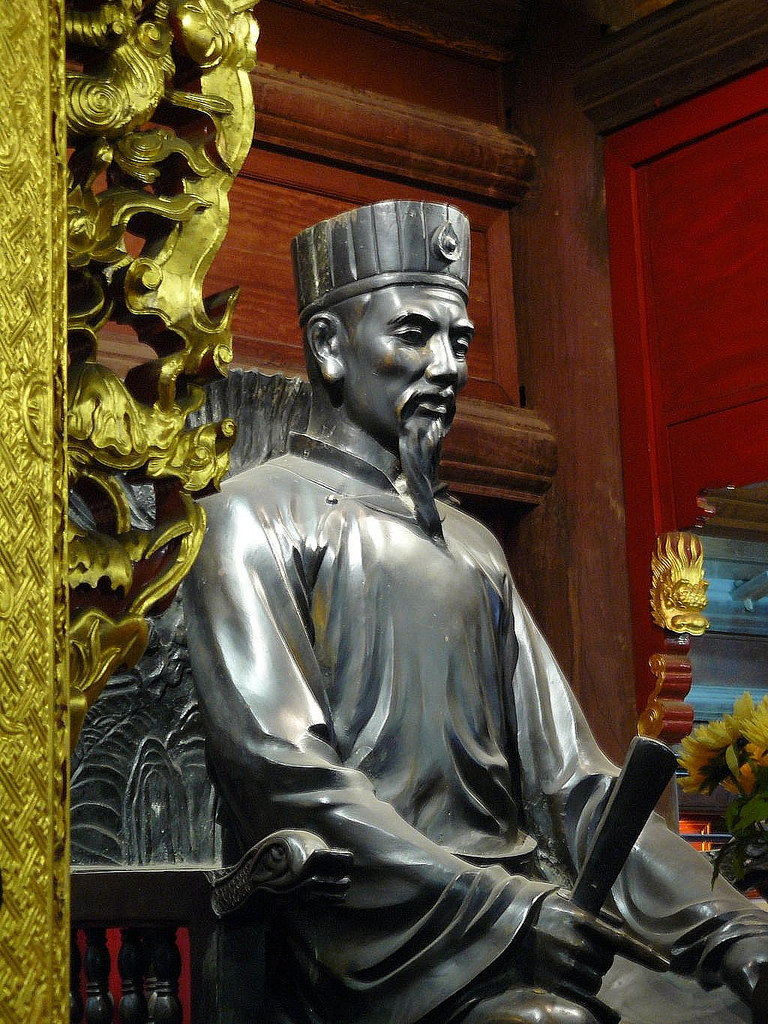
Tượng thờ Chu Văn An tại Văn Miếu-Quốc Tử Giám
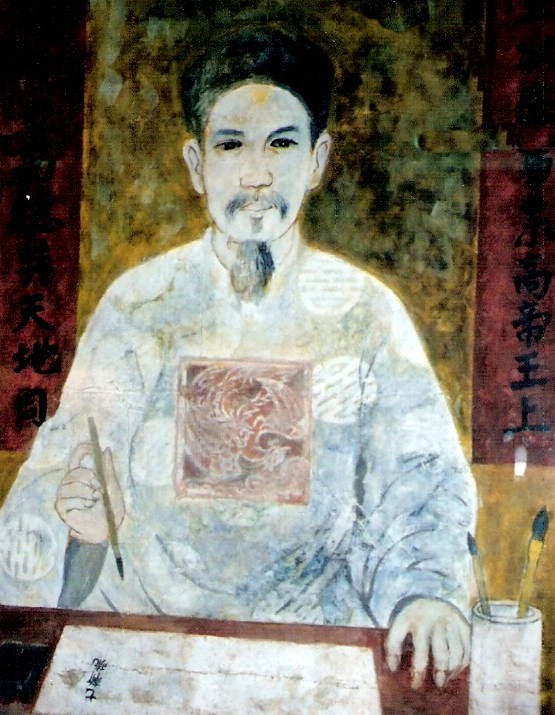
Tranh thờ Chu Văn An trong Văn Miếu - Quốc Tử Giám tại Hà Nội
Tượng Chu Văn An tại Văn Miếu Trấn Biên - Đồng Nai